# 백 (성씨)
백(白,百)씨는 한국의 성씨이다.

## 중국의 백씨
백씨(白氏)는 고대 황제 헌원(軒轅)의 후예로 중국 풍익(馮翊)에서 계출(系出)되었다고 한다.
백(白)씨는 우(虞)나라, 초나라 백씨와 백족(白族) 백씨가 있다.
- 백씨는 하나라 이전에 염제 부락에 백부(白阜)라는 사람이 있었다.
- 주나라 개국 이후에는 춘추시대 우(虞)나라에 집성촌이 있었다. 구성하는 민족 가운데도 백족(白族)이 있었다. 《진본기》(秦本記)에 따르면, 기원전 6세기에 우(虞)나라 출신 백리해(百里奚)의 자손들이 등용되었다.
- 《초한세가》(楚漢世家)에 따르면, 초나라 백씨는 기원전 4세기에 초나라 30대 다현왕의 손자 승(勝)이 백공(白公)에 봉(封)해짐으로 백씨가 되었다고 한다.
- 중국 서부 운남성 일대에는 티베트, 베트남 계통의 소수민족 백족이 있었다. 당나라는 베트남과 국경을 맞대고 있는 중국 남부 운남성, 광서성(廣西省)에 백주(白州)를 설치하였다. 백족(白族)들은 한족과 교류하게 되면서 백(白)이라는 성을 사용한 것으로 전한다. 백족도 종류가 많고, 현재는 200만 명이지만, 고대로부터 한쪽 성씨를 다양하게 사용하여 실제로는 더 많다고 한다.
- 백규(白圭)라는 인물이 백적 안다형이 세운 중산국에 있었다. 출신은 정확하지 않다.
- 《제왕전승성원도》를 보면, 백씨(白氏)의 시조는 황제의 후손인 백안병(白 安 丙)이라고 기재하고 있다.

## 한국의 백씨
백씨는 그 선조가 외래하였다는 기록이 단 하나 쓰여 있으나, 소수 기록이라 신빙성이 적고 그 이전부터 백씨 성을 가진 한반도 토착민들이 이미 백제에 많이 살고 있었다는 기록이 많다. 한반도의 모든 백씨들은 같은 선조의 후손들이라 여겨지고 있다. 하지만 한반도 토착민의 모화 사상에 의해 중국 성씨를 썼을 가능성이 높다.

### 한국 백씨의 연원

#### 백제 기원설
백씨(苩氏)는 백제의 대성팔족(大姓八族)의 하나라고 《수서》 ‘백제조’에 기록되어 있고, 당시 '苩' 또는 '白'으로 혼용되었음을 알 수 있다. 苩씨는 백제 멸망 후 백제 유민으로서 발음이 같은 한자인 '백(白)'으로 변성하였을 것으로 보인다. 대체로 마한, 백제의 유민들이 백제의 명칭에서 '백'을 성으로 취한 것으로 여겨지고 있다. 백씨는 백제 이전부터 한반도에 있었던 토착 성씨라는 주장이다.
- 백가 ( 苩加 , ? ~ 502년)는 대성팔족의 하나인 백씨 출신의 위사좌평으로 가림성(加林城, 부여군 임천면 성흥산성) 성주로 있다가 백제 동성왕을 시해하였다.
- 백매순(白昧淳)은 백제의 노반박사(鑪盤博士)로 588년(백제 위덕왕 35년) 사원 건축기술자로 왜에 파견되었다.
- 백가(白加)는 백제의 화가로 588년(위덕왕 35년) 백매순과 함께 왜에 파견되었다.
- 백기(苩奇)는 달솔(達率)을 지낸, 백제 무왕(武王, 재위 : 600년 ~ 641년) 때의 장군이다.

#### 중국 기원설
수원 백씨 족보에 따르면 시조 백우경(白宇經)은 백을병의 후손이라 한다. 백우경은 소주(蘇州)에서 출생하여 당(唐)나라 때 이부상서(吏部尙書)에 이르렀으나 간신(奸臣)들의 모함을 받자 780년(선덕왕 원년) 신라에 건너왔다가 현재의 부안 밑에 정착하였다고 한다. 그러나 이후 계대(系代)가 불명하여 신라 경명왕 때 중랑장(中郞將)을 지내고 상장군(上將軍)에 증직되었다는 백창직(白 昌 稷, ? ~ 927년?)을 중시조로 기일세(起一世)한다.

#### 그외 기타
삼국시대 고구려에도 백(苩)씨로 추정되는 백석(白石)이란 인물이 있었다. 《삼국유사》(三國遺事)에 등장하는 인물로 그는 고구려의 대막리지(大莫離支) 연개소문(淵蓋蘇文)의 부하로서 신라의 화랑 김유신(金庾信)을 해칠 목적으로 낭도(郎徒)로 잠입하여 기회를 노렸다.

### 백씨 본관 역사 기록
백씨는 증보문헌비고에 157개 본관이 전하나, 고려 초부터 말까지 사료로 확인된 본관들과 그 전거는 다음과 같다.
징효대사(澄曉大師, 826년 ~ 900년) 절중(折中)은 휴암(鵂嵒, 황해도 봉산) 사람이고 어머니가 백씨(白氏, 800년 경 출생)인데, 관향은 확인되지 않는다.
법인국사(法印國師, 900년 ~ 975년) 탄문(坦文)의 어머니도 백씨(白氏, 875년 경 출생)로 고봉(高峯, 경기도 고양) 사람 고씨(高氏)에게 출가하였는데, 관향은 확인되지 않는다. 백사유(白思柔)는 973년 문과에 장원급제하고 991년 한림학사로 송나라에 사신으로 다녀왔는데, 관향은 전하지 않는다.
- 상당: 금석문 등 현존하는 모든 역사 기록 상 가장 오래된, 백씨의 본관 기록은 상당 백씨다. 고려 때 내사시랑평장사(內史侍郞平章事)를 지내고 내사령(內史令)에 추증된 정간공(貞簡公) 유방헌(柳邦憲, 944년 ~ 1009년)의 부인이 상당군대군(上黨郡大君) 백씨(白氏)라 하여 상당(上黨 白氏, 상당은 지금의 청주)이 언급되었으니 백씨의 본관으로는 가장 이른 역사 기록이다.[10] 백탁(白卓)은 궁예가 태봉을 건국할 때 청주의 토호세력으로서 궁예의 지지기반으로 등장하였는데 청주 백씨였다고 한다.[출처 필요]

- 신풍 백씨: 수태부 문하시랑평장사 판상서이예부사 (守太傅 門下侍郞平章事 判吏禮部事)를 지낸 충주(忠州)인 최홍사(崔弘嗣(洪嗣), 1043년 ~ 1122년)의 부인이 신풍군대부인백씨(新豊郡大夫人白氏, 신풍은 공주)로 백가미(白可美)의 딸이라 했다.[11]

- 직산 백씨: 검교태자태보 비서감을 지낸 인동(仁同)인 장수(張脩, ? ~ 1156년)는 그 어머니가 직▨군대부인백씨(稷▨郡大夫人白氏)로 상사직장동정(尙事直長同正) 백가적(白可績, 1045년경 출생)의 딸이라 하였다.[12]

- 대흥 백씨: 백임지(1130년 ~ 1191년)는 그 묘지명에 대흥군(大興郡) 사람이라 했다.[13]

- 적성 백씨: 신호위 대장군(神虎衛 大將軍) 청주(淸州)인 정의(鄭顗, (鄭俊儒), 1172년[출처 필요] ~ 1233년)의 장인 금오위(金吾衛) 산원(散員) 백이신(白利臣)은 적성 백씨(赤城白氏, 순창)였다.[14]

- 남포 백씨: 백분화(白賁華, 1180년 ~ 1224년)는 남포군(藍浦郡) 사람이라 했다.[15]

- 대구 백씨: 동복(同福)인 오길(吳佶)의 장인인 밀직부사 치사 (密直副使 致仕) 백서경(白瑞卿)은 대구 사람(大邱人)이라 했다.[16]

- 평산 백씨: 백군영(白君瑛, 1334년 ~ ? )이 1360년(공민왕 9) 경자방 급제 시 과지(科紙)에 본관을 평산(平山)이라 썼다.[17]

지금까지 확인된, 가장 오래된 백씨 본관들은 상당(上黨, 청주), 신풍(新豊, 공주), 직산(稷山 천안), 대흥(大興, 예산), 적성(赤城, 순창), 남포(藍浦, 보령), 대구인데, 대체로 충청도 지역에 분포한다. 배우자의 출신지 또한 광주(廣州), 전주, 목포, 충주, 청주, 동복(同福, 화순) 등 대체로 충청도, 전라도 지역이 많다.

## 한국의 백씨 본관
백씨(白氏) 본관은 남포(藍浦), 대흥(大興), 수원(水原), 부여(扶餘), 청도(淸道), 직산(稷山), 등 30여 본이 있는데, 1454년(단종 2)의 세종실록지리지(世宗實錄地理志)에 나타난 백씨 토성(土姓) 기록을 중심으로 하는 본관들은 다음과 같다.
- 직산 백씨(稷山白氏) 직산 토성 (崔·兪·白·趙)의 하나다.[18] 직산 백씨 시조라 하는 백양신(白良臣) 은 고려 때 평장사(平章事)를 지냈다고 하나 전거가 없다. 백가적(白可績)의 후손으로 전리사판서(典理司判書)를 지내고 영해 인량리 (寧海 仁良里)로 이거한 백견(白堅)의 아들 백문보(白文寶, 1303년 ~ 1374년)가 직산군(稷山君)에 봉해졌다. 2000년 인구는 28가구 93명이다.
  - 선산 백씨(善山白氏) 선산 토성 (金·郭·文·林·沈·秦·白)의 하나다.[19] 선산 백씨의 시조는 백인관(白仁寬)이다. 다른 계통으로는 조선 중기에 임천 백씨 단항(端恒)의 후손으로 선산 백씨로 분적한 인적(仁迪)이 있다.
  - 대구 백씨(大邱白氏) 대구 토성 (白·夏·裵·徐·李)의 하나다.[20] 대구 백씨 시조는 백서경(白瑞卿)이다. 이전에는 해안 백씨라고도 했다.
  - 청도 백씨(淸道白氏) 청도 토성 (申·金·白·李·曺)의 하나다.[21] 시조는 백계영(白桂英)이다. 백계영은 고려 때 청도 호장으로 박경순 일당의 난을 진압하고 영직되어 청도를 관향으로 삼았다. 고려 말에 첨의평리(僉議評理)를 지낸 백원항(白元恒)이 있었고, 조선 조에 백구(白球)가 경주로 이거하였다. 증손 백이소(白以昭)가 임란 때 경주에서 창의하였다. 2000년 인구는 213가구 702명이다. 2015년 인구는 1,479명이다.
  - 신풍 백씨(新豐白氏) 신풍 성 (白·朴)의 하나다.[22] 공주 백씨라고도 한다. 시조는 고려 전기 사람으로 태자사부(太子師傅)를 지냈다는 백가미(白可美)이다.
- 대흥 백씨(大興白氏) 대흥 토성 (李·韓·白) 중 하나다.[23] 시조 백임지(白任至, 1131년 ~ 1191)[13][24]는 고려 의종 때인1170년(의종 24) 정중부(鄭仲夫)의 난으로 무신들이 정권을 잡자 형부상서(刑部尙書), 지추밀원사(知樞密院事)에 올랐다.[25] 2000년 인구는 399가구 1,280명이다. 2015년 인구는 4,041명이다.
  - 임천 백씨(林川白氏) 임천 토성 (趙·林·方·白·翟)의 하나다.[26] 시조는 백경신(白景臣)이다. 2000년 151가구 473명이다.
    - 해미 백씨(海美白氏) 해미 토성 (정해현(貞海縣))(白·韓·仇·尹)의 하나다.[27] 시조 백광성(白光成)은 전라도 장흥 출신이며, 1561년(명종 16년) 진사시에 급제했다. 조선 중기 문신이자 시인 백광홍, 백광훈 형제가 있다. 2000년 인구는 24가구 87명이다.
      - 태인 백씨(泰仁 白氏) 시조는 백녹승(白祿承)이다. 해미 백씨에서 분적했다. 의주와 태천으로 이거하였다. 임진왜란 때 무신 백광언, 병자호란 때 무장 백광종, 백광조가 있다. 2000년 인구는 156가구 485명이다. 2015년 인구는 1,228명이다.

    - 수원 백씨(水原白氏) 백씨 중시조 창직의 증손 백휘(白揮)가 '고려 목종 때 대사마대장군(大司馬大將軍)으로 수원군(水原君)에 봉해졌고, 9세손 천장(天藏)은 원(元)나라에서 이부상서를 거쳐 우승상(右丞相)을 지내고 귀국하여 충선왕 때 수성백(水城伯)에 봉해졌으므로 후손들이 수원(水原)을 관향(貫鄕)으로 삼게 되었다'고 하나 사적에 없다. 다만 수원 백씨는 개성에서 왔다고 했다.[28][29] 이를 증명하듯 사적에 드러난 수원관(水原貫) 백씨의 첫 사례는 1427년(세종 9년 친시) 과지(科紙)에 본관을 '수원'이라고  쓴 백효삼(白效參)이다. 이후 자손들이 잇달아 등과하고 현달하여 가문이 번창하게 되었고, 이로써 조선 조에 들어와 창관한 수원관 백씨가 전체 백씨의 대종(大宗)을 이루게 되는데, 문신 백인걸(白仁傑)은 그의 증손이다. 2015년 인구는 354,428명이다.

  - 부여 백씨(夫餘白氏) 시조는 고려 전기에 부여군을 지냈다는 백영신(白英臣)이다. 양산에 살던 백신원(白信元)의 증손 백수회(白受繪)가 임란 때 계보를 잃은 채 후손들이 세거함으로써 양산 백씨가 생겼다. 2015년 인구는 2,120명이다.

- 남포 백씨(藍浦白氏) 남포 토성 (任·白·李)중 하나다.[30] 신라 간관(諫官) 백중학(白仲鶴)의 후손을 남포백씨라 한다. 백문절(白文節)이 사의대부(司議大夫), 국학대사성(國學大司成) 보문각학사(寶文閣學士)가 되었다. 그의 아들 백이정(白頤正, 1247년 ~ 1323년)이 충선왕 때 첨의평리(僉議評理)로 상의회의도감사(商議會議都監事)를 겸했고, 상당군(上黨君)[31]에 봉해졌다. 2000년 인구는 1,816가구 6,052명이다. 2015년 인구는 10,907명이다.
  - 서천 백씨(舒川白氏) 서천 촌성 (裵·白)의 하나다.[32] 이정(白頤正)의 아들인 백세렴(白世廉)이 지청풍군사(知淸風郡事)를 지내고 서천(舒川)으로 이거(移居)하여 생겨난 본관이다.
    - 남해 백씨(南海白氏) 남양 백씨라고도 한다. 곤명현(昆明縣) 성 (兪·全·文, 玄·白)의 하나다.[33]시조는 조선 성종 때 우봉현감을 지낸 백훈(勛)이다. 백훈은 세렴의 아들 함명(咸明)의 7세손이다. 남포 백씨의 분적종이다.

  - 평산 백씨(平山白氏) 시조는 백군영(白君瑛)[34]이다. 백군영은 1360년(공민왕 9)에 정몽주, 임박(林樸)에 이어 을과 3등으로 급제하였다.

## 수원 본관 통합과 문제
백씨는 수원 단본으로 알려져 있다. 수원 백씨 측에서는 여타의 관향이 모두 수원에서 분적하였다고 주장하지만 역사적 전거가 없어 다른 본관에서는 이를 인정하지 않는다.1997년 수원 백씨 측에서 백씨의 본관을 수원으로 통합하자고 제의하자, 나머지 33개 본관은 동의하지 않았다.
```
역사 기록상 
수원
이라는 본관을 처음으로 사용한 백씨는 
백천장
(白天藏)의 후손으로 조선초 보성현감(甫城縣監)을 지낸 백회(白薈,(繪))의 아들인 
백효삼
 (白效參)이다.
[
35
]
 
조선
조에 
수원 백씨
가 번성하여 1850년대에 
수원
으로 본관을 통일하려는 논의가 있기 전까지는 회(薈)의 아들인 효삼 4형제(효옹(效雍), 효연(效淵), 효약(效若)) 자손들을 
수원 백씨
라 하였다.
```

- 동조(同祖) 근계(近系)의 통합 동의
  - 백천장(白天藏)의 증손으로 수원을 관향으로 처음 쓴 백회(白薈)의 형인 백장(白莊)의 후손들이 장흥(長興), 장수(長水), 해미(海美), 태인(泰仁), 의주(義州) 등을 본관으로 하다가 수원으로 통합하였다.
  - 천장의 다른 아들(전(琠), 환(環),[36] 산(珊), 황(璜), 거(琚) 등) 자손들도 덕천(德川), 평양(平壤), 김천(金泉), 정평(定平), 송화(松禾), 부녕(富寧) 등지에 산거하다가 백련(白璉) 계통의 수원으로 통합하였다.
  - 천장의 동생으로 임천(林川) 본관인 백지장(白地藏)의 자손들도 수원 백씨 동림공파로 들어갔다. 이렇게 수원 관조(貫祖) 천장의 선계인 백원정(白元貞)의 후손들은 모두 수원으로 본관을 통합하였다.

- 백씨보 상으로 장파(長派)인 대구(大邱)와 선산(善山) 본관 및 차파(次派)인 정주(定州) 본관의 백씨들도 수원관 통합에 동의하였다.

수원 본관 통합에 대한 이의와 반론
수원 백씨의 동조(同祖)인 백원정(白元貞, 永貞),은 1260년에 장군을 지냈는데, 백씨대동보에 따르면, 그의 선계가 고려 전기의 백경신(白景臣, 1060년경 출생) 대에 직산(稷山)에서 임천(林川)으로 이거하였다고 하니 수원 백씨는 조선 초에 임천에서 분적하기 이전에 직산에 뿌리가 있었던 것으로 보인다. 백씨 문중에서 원정-천장 계와 가까운 여러 일족들이 수원 본관으로 통합하였지만, 고려시대 본관인 직산, 남포, 대흥, 부여, 청도 등의 본관에서는 역사적 전거가 없는 '백휘수원봉군설'(白揮水原封君說)과 '백천장수성백설'(白天藏水城伯說)을 인정하지 않아 '수원 관(貫) 통합'에 동의하지 않고 있다.
이런 이유로 1982년에 간행된 임술대동보는 '수원'을 빼고 『백씨대동보』라 하였는데, 1997년에 간행된 정축대동보는 '수원'을 넣어 『수원백씨대동보』라 하였다. 백씨 전체 인구의 90% 이상이 수원을 본관으로 하고 있다. 이는 그들의 본관이 꼭 수원이라서가 아니라 오랜 세월동안 각지로 산거하다 보니 선계를 잃어 본관을 '수원'으로 잘못 알고 있거나 조선조 들어 창관된, 한참이나 후대 본관인 '수원 백씨'가 역설적으로 대종(大宗)이 되어버린 현실에서 대세를 따르게 된 경우가 많은 탓이기도 하다.
무리한 본관 통합의 계대 상의 오류
원래 수원 백씨의 비조라 할 백천장(白天藏)의 아들인 백련(白璉)의 동생들로 계대한 전(琠), 환(環), 산(珊), 황(璜), 거(琚)의 출생 연대가 서로 맞지 않다는 문제가 있다. 또 백천장의 동생이라는 백지장(白地藏)의 활동 연대가 형인 백천장보다 상당히 앞서 이 또한 계대가 맞지 않다는 문제도 제기된다. 당초 수원 본관으로 통합하는 과정에서 '장(藏)'자를 항렬자로 보아 무리하게 형제로 계대한 것이고, 또한 구슬옥(玉) 부수가 들어간 외자 이름인 련(璉), 전(琠), 환(環), 산(珊), 황(璜), 거(琚)를 모두 같은 항렬의 친형제로 잘못 계대한 데 기인한 문제다.

## 인구
- 2000년 대한민국 통계청 인구조사에서 백씨는 109,677가구 351,276명이다.
- 2015년 대한민국 통계청 인구조사에서 백씨 인구는 381,986명으로, 한국 성씨 인구 순위 28위이다.

## 같이 보기
- 백씨 (백제)
- 백씨 (신라)
- 직산 백씨
- 남포 백씨
- 대흥 백씨
- 청도 백씨
- 임천 백씨
- 수원 백씨
- 태인 백씨